# Лай, Вильгельм Август
Вильгельм Август Лай (нем. Wilhelm August Lay; 30 июля 1862 — 9 мая 1926) — немецкий педагог.

## Биография
Родился 30 июля 1862 в Бётщшген в Брайсгау, ныне ФРГ. Был сельским учителем, затем учился в Высшей технической школе в Карлсруэ и в университете Фрайбурга. С 1892 преподаватель в учительской семинарии в Карлсруэ, доктор философии (1903). Последователь взглядов психолога Эрнста Мёймана. Умер 9 мая 1926 в Карлсруэ.

## Педагогические идеи
Автор воспитательной концепции «школы действия». Представлял педагогический процесс следующим образом. Воздействие на ребёнка через восприятие: наблюдательно-вещественное преподавание — жизнь природы, химия, физика, география, естественная история; жизнь человека, учение о народном хозяйстве, граждановедение, педагогика, история, философия, мораль. Воздействие на ребёнка через выражение: изобразительно-формальное преподавание — словесное изображение (язык), художественное изображение, эксперименты, физическое изображение, математическое изображение, уход за животными, творчество в моральной области, поведение в классной общине. Труд в системе Лая — не учебный предмет, а принцип преподавания. Лай биологизировал педагогику. Решающее значение в педагогической практике придавал организации действия в понятие, которого включал любую практическую и творческую деятельность учащихся и их поведение.
В. Лай утверждал, что детские интересы вырабатываются прежде всего на основе спонтанных рефлексов. Соответственно центр воспитательного процесса он смещал в сферу деятельности самого ребёнка, которого Лай рассматривал как активную силу социальной и природной среды, ибо его деятельность является реакцией на окружающий мир. Эту деятельность следует организовывать, учитывая особенности, рефлексы, потребности физиологии и психологии детей. Среди детских рефлексов особое значение придавалось «инстинкту борьбы», наличие которого, как писал А. Лай, помогло человеку стать господином мира. Подобный инстинкт, считал Лай, имеет положительные и отрицательные последствия. Скажем, продиктованные им стремления быть сильным, ловким служат педагогической задаче привести ребёнка в состояние гармонии с природой. Дурное в таком инстинкте, в частности жестокость, в процессе воспитания следует глушить. Концепция А. Лая — важная ступень в познании ребёнка и педагогической теории. А. Лай справедливо ставил в зависимость от психолого-биологического фактора результаты воспитания. Однако он заметно ограничивал предмет педагогической науки биологией ребёнка, что обедняло возможности изучения закономерностей воспитания.
А. И. Пискунов пишет о воспитательной концепции Лая: « В 1903 г. вышла в свет работа В. А. Лая „Экспериментальная дидактика“, в которой он излагал свои требования к трудовой школе. Труд рассматривался им не как учебный предмет, а как принцип преподавания всех учебных дисциплин. Ручной труд, считал В. А. Лай, должен вводиться в народную школу, прежде всего, как средство умственного, физического и духовного развития учащихся.
Теория В. А. Лая названная им „школой жизни“, была наиболее близкой к концепции Д. Дьюи. Основываясь на данных различных поисков путей реформы школы, В. А. Лай пытался создать новую педагогику — педагогику действия. Исходным пунктом и способом реализации педагогики действия выступали для него не книги и объяснения учителя, не один лишь интерес, воля, труд или что-либо подобное, а, как писал он сам, лишь полная жизнь ребёнка с её гармоническим разнообразием реакций. В основе обучения должна лежать последовательность таких действий, как восприятие, умственная переработка воспринятого, внешнее выражение сложившихся представлений с помощью описания, рисунка, опытов, драматизации и других средств. Именно поэтому ручной труд выступал у В. А. Лая как принцип преподавания, способствующий обучению и воспитанию.
Труд является необходимым заключительным звеном естественного процесса взаимосвязанных реакций. Особая роль В. А. Лаем отводилась третьему компоненту его триады — выражению, которое и являлось собственно действием, направленным на приспособление ребёнка к окружающим условиям среды, в том числе и социальным. Это приспособление ребёнка было основной задачей школы действия.
В книге „Школа действия. Реформа школы сообразно требованиям природы и культуры“ В. А. Лай писал о том, что его школа действия ставит своей целью создать для ребёнка простор, где бы он мог жить и всесторонне реагировать на окружающее; она должна быть для ребёнка общиной, моделирующей природную и социальную среду, вынуждает ученика согласовывать свои действия с законами природы и волей сообщества окружающих его людей. Из этой работы В. А. Лая ясно видна его близость к идеям социальной педагогики, которые он дополнил собственными соображениями для конкретной их реализации.
Важную роль в нарисованной В. А. Лаем школе жизни должны были играть учебный план и методы преподавания, основанные на учете индивидуальных особенностей каждого ребёнка. Признаваемые всеми полезными в педагогическом отношении практические и творческие работы школьников в лабораториях, мастерских, уход за растениями и животными, театрализованные представления, лепка, рисование, игры и спорт — в рекомендациях В. А. Лая вслед за Д. Дьюи приобретали главенствующее значение по отношению к систематическому научному образованию.
В 1910 г. на собрании учителей в Страсбурге В. А. Лай выступил с докладом о новых педагогических течениях, в котором он обратил внимание на значительную путаницу понятий и терминов в педагогических концепциях и предложил разграничить понятия „школа труда“ и „школа действия“, показав, что эти понятия хотя и имеют общие черты, но не совпадают. Под „школой труда“ подразумевался производительный труд, а под „школой действия“ — разносторонняя деятельность, куда входит как составная часть и производительный труд. В. А. Лай указывал и на то, что под понятием „трудовая школа“ в педагогическом мире часто понималось не одно и то же».
Лай считал что «школа действия» способна изменить социальную действительность Германии, а экспериментальная педагогика — синтезировать все педагогические искания начала XX века. В реальной жизни «Школа действия» — осталась только теоретической моделью.

## Особенности восприятия трудов В.Лая в «советское» время
В. Лай относился к педагогам, признававшим наличие природных способностей учащихся (в том числе к обучению и к труду), их заметное разнообразие и стремившийся неким образом учесть этот факт в учебном процессе. Поскольку близкие к нему в этом отношении педологи, как и вся педология, была объявлена в СССР по Постановлению ВКП(б) с 4 июля 1936 г. вне закона, это не могло не отразиться и на восприятии трудов и личности самого В.Лая в «советское» время после 1936 г.

ЛАЙ (Lay), Вильгельм Август (1862—1926), герм. буржуазный педагог, один из представителей буржуазной т. н. экспериментальной педагогики, основные положения и методы к-рой в большинстве случаев мало отличаются от принципов и методов разоблачённой постановлением ЦК ВКП(б) от 4/VII 1936 лженауки педологии

<…>

Однако вредная сторона педагогики Лай заключается не только в этой биологизации педагогического процесса, но и в глубоко реакционных политических установках Л. как проповедника того реакционного «закона» антинаучной буржуазной педологии, к-рый стремится доказать «особую одарённость и особые права на существование эксплоататорских классов и „высших рас“ и, с другой стороны,'—физическую и духовную обреченность трудящихся классов и „низших рас“» [О педологических извращениях в системе наркомпросов, Постановление ЦК ВКП(б) от 4 июля 1936, см. газету «Правда» от 5 июля 1936, № 183 (6789)]. На эти позиции Лай встал ещё до широкого распространения в Германии гнусных фашистских расистских «теорий» и поэтому с полным правом может быть назван одним из предшественников фашистской педагогики и педологии. Как типичный представитель контрреволюционной буржуазии Л. пропитывает свою педагогику поповщиной. Таким образом, рассуждения Лайя о «рефлексах», о «рефлекторном акте» как основе педагогики являются лишь прикрытием откровенно-идеалистической реакционно-поповской педологии и педагогики. Его реакционные взгляды получили особенно яркое выражение в работах, относящихся к периоду первой империалистической войны (1914—18) и после неё.

## Труды
- «Экспериментальная дидактика»
- «Школа действия. Реформа школы сообразно требованиям природы и культуры»
- «Im goldenen Kinderland»
- «Fuehrer durch das erste Schuljahr»
- «Die Lebensgemeinschaftsschule»
- «Volkserziehung»
- «Rechtschreibschule»